# Synema variabile
Synema variabile là một loài nhện trong họ Thomisidae.
Loài này thuộc chi Synema. Synema variabile được Lodovico di Caporiacco miêu tả năm 1939.